# Quaderns d'Estudis Polítics, Econòmics i Socials
Quaderns d'Estudis Polítics, Econòmics i Socials (1945-1947) fou una revista mensual editada a Perpinyà sorgida en l'àmbit de l'exili català després de la Guerra Civil espanyola.

## La revista
La revista, que tenia un tiratge d'uns dos mil exemplars, s'ocupava de temàtiques i qüestions juridicopolítiques i d'anàlisi política. Tant d'Espanya com dels nuclis de l'exili. També de revisar fets i situacions de la guerra. També esmerçà espai a conservar la llengua i la literatura catalanes dedicant homenatges a l'obra de Pompeu Fabra i de Jacint Verdaguer. Es publicaren vint-i-quatre números.
Els seus promotors foren personalitats lligades a Acció Catalana com Ferran Cuito, Joaquim de Camps i Arboix, Mateu Pou, Amadeu Hurtado o Claudi Ametlla i Coll. Entre els seus col·laboradors s'hi comptaven Lluís Nicolau D'Olwer, Antoni Rovira i Virgili, Humbert Torres, Josep Maria Batista i Roca, Ramon Xuriguera, Josep Maria Corredor, Rafael Tasis, Jesús Maria Bellido i Golferichs o Carles Cardó.

## Objectiu
Davant la impressió de què la victòria aliada a la Segona Guerra Mundial  comportaria un canvi en la política espanyola, una de les finalitats prioritàries de la revista era posar les bases intel·lectuals per arborar un nou govern o organització de Catalunya quan fos possible. La publicació s'articulava en la ideologia liberal del Grup d'Estudis Polítics. Es pretenia que la publicació fos un lloc de trobada plural per a la reconstrucció del país. Tot i que no deixà de  reflectir les polèmiques més recurrents que es generen a l'exili català d'aquells anys.